# Sara García Gross
Sara García Gross   (Chalchuapa, 1986) és una activista salvadorenca, feminista i defensora dels drets humans. Gross és la Coordinadora d'Incidència Política a l'Agrupació Ciutadana per la Despenalització de l'Avortament Terapèutic, Ètic i Eugenèsic, fundada el 2009. També és membre de la Xarxa Salvadorenca de Defensors de Drets Humans. L'any2019 França li va lliurar el Premi Simone de Beauvior per la seva lluita a favor de l'avortament.

## Biografia
Es va graduar de la Universitat Centreamericana José Simeón Cañas en psicologia. Més tard es va especialitzar en temes de gènere a la Universitat Nacional Autònoma de Mèxic. Actualment resideix a Buenos Aires, on es troba cursant el Mestratge en Drets Humans i Democratització per l'Amèrica Llatina i el Carib en la Universitat Nacional de San Martín.
És presentadora de el programa de ràdio Del Hospital a la Cárcel (De l'hospital a la presó)', que tracta temes relacionats amb els drets sexuals i reproductius de les dones.
L'Agrupació Ciutadana per la Despenalització de l'Avortament Terapèutic, Ètic i Eugenèsic, en la que García Gross participa, és una organització social multidisciplinària amb l'objectiu de crear consciència per canviar la legislació salvadorenya sobre l'avortament. A més, promouen l'educació sexual i defensen a les dones que han estat acusades o condemnades per avortament o assumptes relacionats.